# Lelia Masaga
Pas d'image ? Cliquez ici

a Compétitions nationales et continentales officielles uniquement.

b Matchs officiels uniquement.
Dernière mise à jour le 20 décembre 2021.
Lelia Masaga, né le 30 août 1986 à Wellington (Nouvelle-Zélande), est un joueur de rugby à XV international néo-zélandais, jouant au poste d'ailier.

## Carrière

### En club
Lelia Masaga commence à pratiquer le rugby à XV dès son plus jeune âge, mais abandonne la pratique après le décès de son père en 1997,. Il reprend le rugby lors de son avant-dernière année d'étude à la James Cook High School (en), et joue avec l'équipe première de l'établissement.
Après sa scolarité, il joue dès ses 17 ans avec le club amateur de Manurewa dans le championnat régional des Counties Manukau.
Repéré grâce à ses qualités de vitesse, il commence sa carrière professionnelle en 2005 avec la province des Counties Manukau en NPC,. Il se fait remarquer dès sa première saison, en inscrivant quinze essais en douze rencontres.
Ses performances au niveau provincial lui permettent d'obtenir un contrat avec la franchise des Chiefs pour la saison 2006 de Super 14,. Peu utilisé lors de sa première saison (trois matchs), il s'impose à partir de la saison 2007 comme le titulaire au poste d'ailier droit, et termine la saison second meilleur d'essai du championnat avec huit unités,. La saison suivante, il continue de s'affirmer comme l'un des meilleurs finisseurs du championnat, et termine cette fois meilleur marqueur, toujours avec huit essais,,. En 2009, il est finaliste de la compétition avec son équipe, après une nouvelle bonne saison qui s'achève piteusement par une large défaite (61-17) face aux Bulls,.
À la fin de l'année 2009, Masaga décide de changer de province, et rejoint Bay of Plenty à partir de la saison 2010 de NPC.
Avec les Chiefs, il se montre moins efficace à partir de 2010, mais continue d'être un élément important de la franchise,. Ainsi, il participe comme remplaçant à la finale de la saison 2012, que son équipe remporte largement face aux Sharks,. La saison suivante, il réalise avec son équipe le doublé après une finale gagnée contre les Brumbies.
En 2013, il décide d'accepter une offre lucrative venant du Japon, et s'engage avec les Honda Heat, évoluant en deuxième division japonaise,. Il joue pendant deux saisons dans ce championnat, avant de remporter la compétition en 2015, et d'accéder à la Top League. Il joue jusqu'en 2017 avec ce club.
Au début de l'année 2017, il retourne en Nouvelle-Zélande, et s'entraîne à nouveau avec son ancienne équipe des Chiefs, sans pour autant obtenir de contrat. En avril, il joue avec l'équipe Development (espoir) de la franchise contre la sélection hongkongaise.
Après ce bref passage aux Chiefs, Masaga signe un contrat de deux saisons avec la province écossaise des Glasgow Warriors en Pro14,. Il joue huit rencontres (et inscrit un essai) lors de sa première saison, qui est marquée par diverses blessures,,. La saison suivante, il n'est pas du tout utilisé par les Warriors, et doit se contenter de jouer pour les Glasgow Hawks en Scottish Premiership,. Après ces deux saisons décevantes, il n'est pas conservé au terme de son contrat, et quitte la province en juin 2019,.

### En équipe nationale
Lelia Masaga joue avec le New Zealand Divisional XV (en) en 2005,.
Il joue ensuite deux années avec les moins de 21 ans (en) en 2006 et 2007,. Il se fait particulièrement remarquer lors du championnat du monde de cette catégorie en France en 2006, terminant la compétition meilleur marqueur d'essai, avec sept essais en cinq matchs.
En juin 2009, il est sélectionné pour la première fois avec les All Blacks par Graham Henry, afin de remplacer Rudi Wulf blessé,. Il connaît sa première, et unique, sélection le 27 juin 2009 à l’occasion d’un match contre l'équipe d'Italie à Christchurch,. Il ne sera jamais rappelé en sélection par la suite.

## Palmarès

### En club et province
- Vainqueur du Super Rugby en 2012 et 2013 avec les Chiefs.
- Vainqueur de la Top League Ouest A en 2015 avec les Honda Heat.